# Lebel modèle 1886
O fuzil Lebel Modelo 1886 (em francês: Fusil Modèle 1886, ou simplesmente Fusil Lebel) é um fuzil de infantaria de 8mm ferrolhado que entrou em serviço no exército francês em 1887, para substituir o fuzil Gras Mle 1874. O Lebel recebeu também a designação "Fusil Mle 1886 M93" por conta duma modificação de ferrolho que foi adicionada em 1893. O fuzil Lebel tem a distinção de ser a primeira arma de fogo militar a usar munição de pólvora sem fumaça. A nova pólvora propelente - "Poudre B" - era à base de nitrocelulose e foi inventada em 1884 pelo químico francês Paul Vieille.
O Tenente-Coronel Nicolas Lebel contribuiu com uma bala de camisa de metal de 8mm de ponta chata ("Balle M" ou "Balle Lebel"). Doze anos depois, em 1898, uma bala de latão maciço pontiaguda (spitzer) e culote de tronco-cônico chamada "Balle D" foi mantida para todas as munições Lebel de 8mm.
O Lebel é um fuzil de repetição que pode conter oito cartuchos em seu carregador tubular dianteiro, um cartucho no elevador e mais um cartucho na câmara; somando um total de dez tiros realizados. Cada estojo foi protegido contra percussão acidental dentro do carregador tubular por uma tampa de primer e por uma ranhura circular ao redor do alojamento da cápsula, o qual prenderia a ponta da bala pontiaguda seguinte. Apresentando um ferrolho superdimensionado com alças de trancamento frontal e um receptor enorme, o fuzil Lebel tinha um desenho durável capaz de desempenho de longo alcance.
Apesar de características obsoletas, como seu carregador tubular e a forma da munição 8mm Lebel, o fuzil Lebel permaneceu a arma básica da infantaria francesa durante a Primeira Guerra Mundial (1914–1918). Ao todo, 3,45 milhões de fuzis Lebel foram produzidos pelas três fábricas estatais francesas entre 1887 e 1916.

## Visão geral
O Mle 1886 é um fuzil de repetição com capacidade de oito cartuchos em seu carregador tubular, um cartucho no transportador e mais um cartucho na câmara. O "fuzil Lebel" tem a distinção de ser a primeira arma de fogo militar a usar munição de pólvora sem fumaça.
O novo propelente, "Poudre B", era à base de nitrocelulose e havia sido inventado em 1884 pelo químico francês Paul Vieille. O tenente-coronel Nicolas Lebel contribuiu com uma bala jaquetada de metal de 8 mm de ponta chata ("Balle M" ou "Balle Lebel"). Doze anos depois, em 1898, uma bala de ponta de bronze sólida ("Spitzer") e do tipo "Boat tail" chamada "Balle D" foi mantida para todas as munições Lebel de 8 mm. Cada estojo foi protegido contra percussão acidental dentro do carregador tubular, por uma "tampa" de espoleta e por um sulco no copo da espoleta que se encaixava na ponta do próximo projétil armazenada no carregador. Apresentando um ferrolho superdimensionado com travas frontais e um receptor enorme, o fuzil Lebel era um design durável capaz de bom desempenho a longo alcance. Apesar dos primeiros recursos obsoletos, como o carregador tubular e o formato do cartucho com aro 8mm Lebel, o fuzil Lebel permaneceu como a arma básica da infantaria francesa durante a Primeira Guerra Mundial (1914–1918). Ao todo, 3,45 milhões de fuzis Lebel foram produzidos pelas três fábricas estatais francesas entre 1887 e 1916.

## Operação, características e acessórios

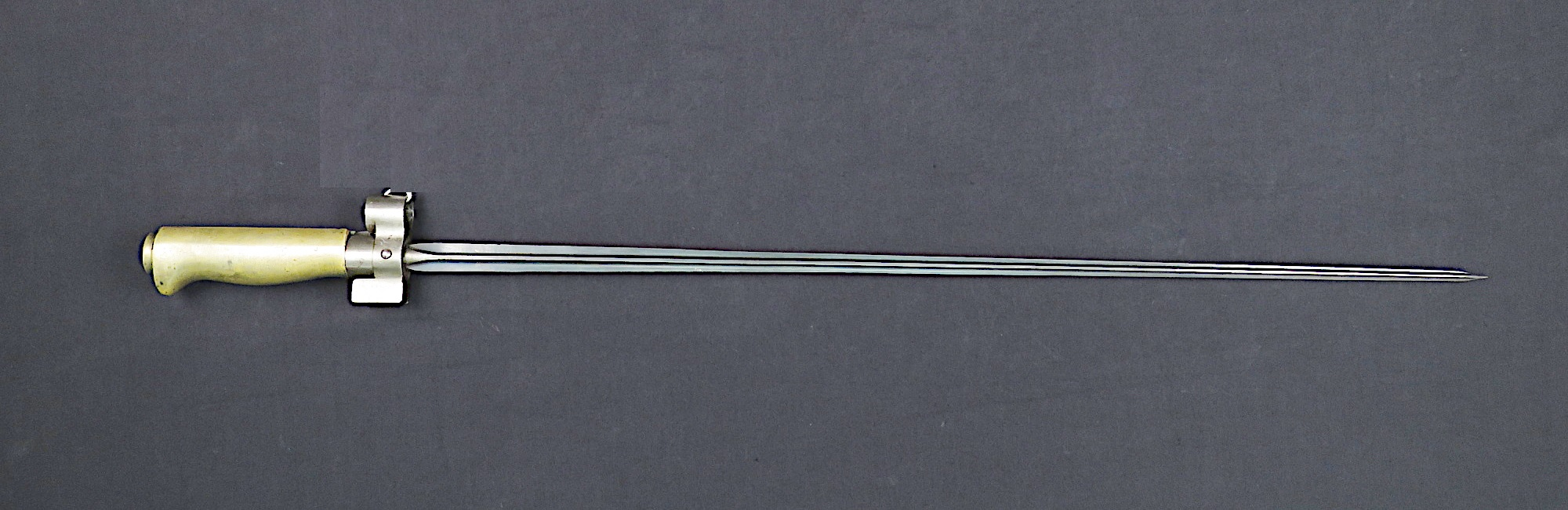
A baioneta "Épée-Baïonnette Modèle 1886" ou "Rosalie".

Quando o Mle 1886 está em operação, o ferrolho é girado para cima para a posição vertical até que as duas linguetas de travamento dianteiras opostas sejam liberadas do receptor. No final da fase de abertura do ferrolho, uma rampa na ponte receptora força o ferrolho para trás, proporcionando assim uma extração alavancada do estojo disparado. O fuzil é equipado com uma coronha de madeira de duas peças e possui um carregador tubular com mola na extremidade dianteira. A mira em distâncias intermediárias é feita com uma rampa graduada entre 400 e 800 metros. A mira traseira tem uma "escada" de encaixes ajustável de 850 a 2.400 metros. Quando essa "escada" é virada para frente é exibida a mira fixa comumente usada em combate de até 400 metros. O fuzil Mle 1886 tem capacidade para 10 cartuchos (oito no compartimento inferior do tubo, um no transportador e um na câmara). O fuzil Lebel possui um corte de alimentação do carregador no lado direito do receptor. Quando ativado, impede a alimentação de cartuchos do carregador.
O fuzil Lebel Mle 1886 era fornecido com uma baioneta do tipo "espada" quadrangular em forma de agulha longa, a "Épée-Baïonnette Modèle 1886", com um comprimento de 52 cm. (20 pol.). Com sua seção transversal em forma de X, a baioneta espada foi otimizada para perfurar, projetada para penetrar facilmente em roupas grossas e couro. A baioneta foi apelidada de "Rosalie" pelos soldados franceses que a utilizaram durante a Primeira Guerra Mundial.

## Origens e desenvolvimento
Historicamente, o Lebel Mle 1886 foi a primeira arma de fogo militar a usar munição de pólvora sem fumaça. Esse novo propelente, feito de nitrocelulose estabilizada, era denominado "Poudre B" ("Pó B") que acabava de ser inventado em 1884 por Paul Vieille (1854-1934). A "Poudre B" era três vezes mais poderosa que a pólvora negra, com o mesmo peso, e praticamente não deixava resíduos de combustão que causavam incrustação. Por este último motivo, a nova pólvora possibilitou a redução do calibre. O aumento da velocidade da bala no cano exigia uma bala mais forte do que a bala de chumbo mais antiga. Novos cartuchos foram projetados onde o chumbo era recoberto por uma fina camada de metal maleável.
Pouco depois, em janeiro de 1886, o ministro da Guerra francês, General Boulanger, solicitou a aplicação urgente desses dois avanços técnicos para o projeto de um novo fuzil de infantaria. Ele nomeou o General Tramond como encarregado do projeto, que deveria ser concluído em um ano. Em primeiro lugar, o cartucho "11 mm Gras" foi redesenhado em um estojo de 8 mm, uma transformação realizada por Gras e pelo tenente-coronel Desaleux. O mecanismo de repetição, derivado do fuzil de repetição francês "Mle 1884 Gras-Kropatschek", foi implementado por Albert Close e Louis Verdin no arsenal de Chatellerault. As duas alças de travamento dianteiras opostas do ferrolho, inspiradas nas duas travas traseiras do ferrolho do fuzil Vetterli suíço anterior, foram projetados pelo Coronel Bonnet. A bala jaquetada "Balle M" de 8 mm de ponta plana foi sugerida por Tramond e projetada pelo tenente-coronel Nicolas Lebel, que deu nome ao fuzil (e cartucho). Porém, Lebel não liderou a equipe responsável pela criação do novo fuzil. Ele protestou amigavelmente durante sua vida que Tramond e Gras eram os dois oficiais superiores que, em conjunto, mereciam esse crédito. No entanto, seu nome, que designava apenas a "Balle M" como "Balle Lebel", informalmente passou a denominar toda a arma.

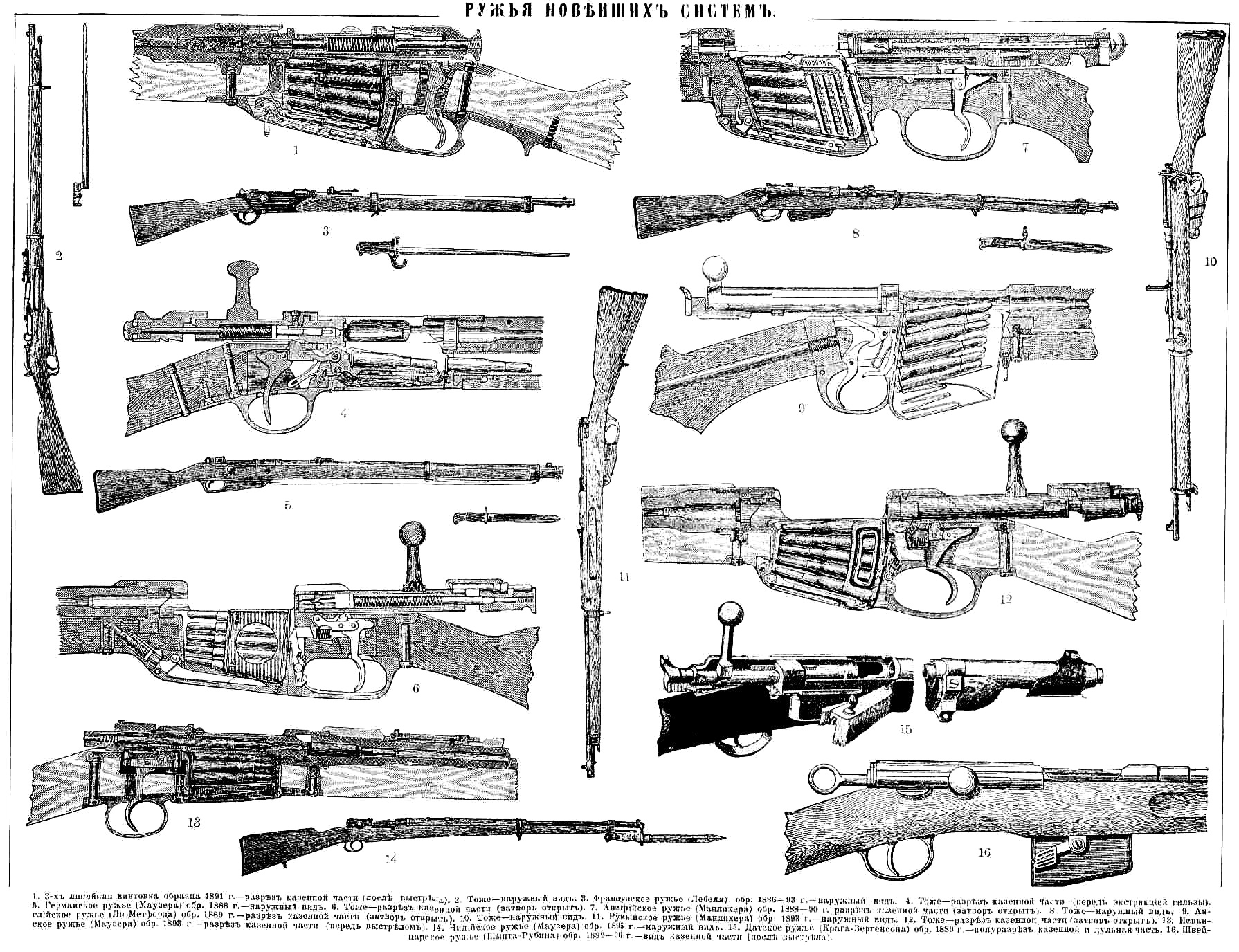
Ilustrações do funcionamento do "Modèle 1886".

O fuzil Lebel seguiu a mesma ação de ferrolho do Gras Mle 1874 de 11 mm e do fuzil Kropatschek Mle 1878 naval francês, projetado por um austríaco, Alfred von Kropatschek, e compartilhava o carregador tubular deste último na extremidade dianteira. Dois fuzis de repetição por ação de ferrolho de infantaria, ainda com câmara para o cartucho de pólvora negra 11 mm Gras, seguiram o fuzil "Mle 1878": os fuzis "Mle 1884" e "Mle 1885". O último tinha uma coronha de duas peças e um receptor de aço maciço e se assemelhava muito ao que viria a ser o "Mle 1886 Lebel".
Em 1893, uma versão melhorada do M1886 Lebel foi designada Fusil Mle 1886 M ("modifié") 93. A melhoria mais útil foi uma modificação da "cabeça" do ferrolho para que desviasse do rosto do atirador quaisquer gases quentes que escapassem de um estojo de cartucho rompido . O pino percussor e o botão traseiro já haviam sido modificados em 1887, enquanto a haste de empilhamento permanecia inalterada. Por último, a fixação da mira traseira no cano foi substancialmente melhorada durante a modificação de 1893.
O fuzil Lebel foi fabricado por três arsenais do governo: Châtellerault, Saint-Étienne e Tulle. Ele apresentava uma coronha de duas peças e um receptor enorme projetado para suportar as pressões mais altas desenvolvidas pelos novos cartuchos à base de pólvora sem fumaça. Entre 1935 e 1940, uma versão de comprimento de carabina (cano de 17,7 polegadas) do Lebel foi emitida para tropas coloniais no Norte da África. Esta versão curta de carabina do Lebel, chamada de "Mle 1886 M93-R35", foi montada em grande número (cerca de 50.000) na Manufacture d'Armes de Tulle (MAT), começando em 1935. Usava todas as peças do Lebel, exceto um recém fabricado cano mais curto de comprimento da carabina. Uma vez que o novo carregador tubular da carabina teve que ser encurtado também, a capacidade do carregador era de apenas três cartuchos.
O design do fuzil Lebel não era isento de deficiências. Enquanto a munição tinha que ser carregada uma de cada vez, os fuzis de serviço de outros países estavam sendo carregados com clips verticais, os chamados "pentes" em um ritmo muito mais rápido. O carregador tubular também afetava muito o equilíbrio da arma ao ser disparada, o que pode ser considerado outra deficiência.

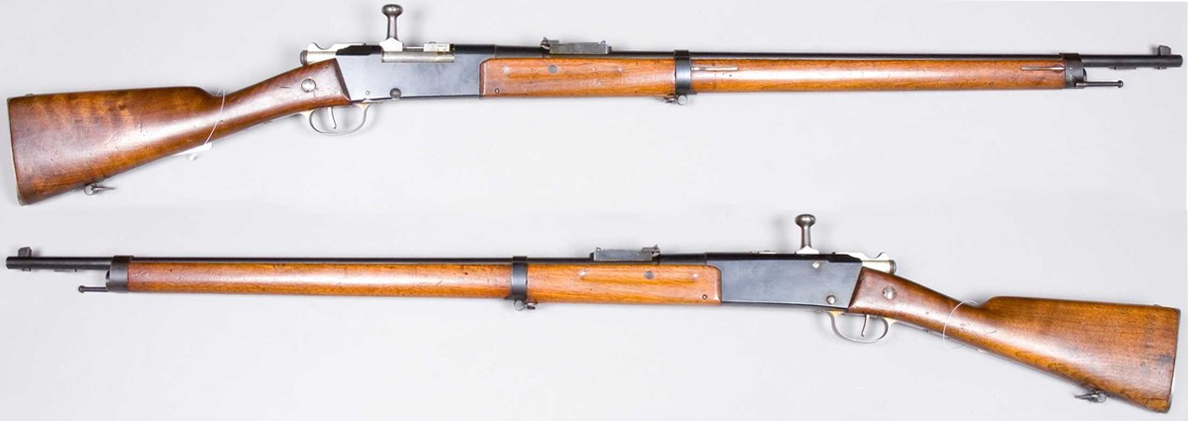
O fuzil Lebel modèle 1886.

## Concorrentes e sucessores
Após a sua introdução, o fuzil Lebel provou ser muito superior ao Mauser M-71/84, o substituto do Exército Alemão do Mauser Model 1871. A França terminou seu programa de rearmamento com o Lebel em 1889, apenas 18 meses depois que a Alemanha completou seu programa de substituição de fuzis com 780.000 M-71/84. O novo fuzil francês alarmou Bismarck. Testes no Arsenal Spandau no inverno de 1887-1888 descobriram que o Lebel podia disparar 43 cartuchos de munição de pólvora sem fumaça por minuto em comparação com apenas 26 de munição de pólvora negra para o M-71/84. A inferioridade do Mauser M71/84 e sua munição de pólvora negra de 11 mm foi uma das razões pelas quais Bismarck se opôs a ir à guerra com a França naquele inverno, apesar de ser pressionado pelo Ministro da Guerra Waldersee (outra razão era que a nova artilharia de campo "De Bange" francesa, agora equipada com canhões por retrocarga, após as lições da guerra de 1870, superavam em número e em performance os canhões de campo Krupp C64 principalmente em sua cadência de tiro).
O fuzil Mle 1886 provou ser uma arma robusta e útil, mas que se tornou rapidamente desatualizada devido aos avanços nos designs de fuzis militares e munições. Já em 1888, a "Gewehr-Prüfungskommission" introduziu em resposta um fuzil de ferrolho roativo completamente novo com um carregador de caixa do tipo "en-bloc" com mola: o fuzil Gewehr 88 "Kommissionsgewehr". Acima de tudo, ele foi projetado em torno do primeiro cartucho militar sem aro usando a nova munição de pólvora sem fumaça: o cartucho 7,92×57mm Mauser. O primeiro Gewehr 88 foi seguido 10 anos depois pelo fuzil Gewehr 98 Mauser de grande sucesso, que ainda disparava o mesmo cartucho, mas com melhorias balísticas.
Em resposta ao fato de terem sido deixados para trás pelo fuzil Mauser da Alemanha, os militares franceses decidiram em 1909 substituir o Lebel e seu cartucho com aro por designs mais avançados. Consequentemente, enquanto o fuzil Berthier por ação de ferrolho foi lançado pela primeira vez em 1907 como uma solução provisória para armar as tropas coloniais, o ministério da defesa francês estava planejando ultrapassar outras forças militares com um fuzil de infantaria semiautomático avançado. Essa nova arma era o fuzil Meunier, também conhecido como "Fusil A6", que usava um cartucho sem aro 7×59mm mais poderoso. Foi adotado em 1912 após um amplo processo competitivo. Porém, sua fabricação, que deveria começar em 1913, foi suspensa devido ao risco iminente de guerra com a Alemanha. Em vez disso, e durante a Primeira Guerra Mundial, o Exército francês escolheu a solução mais fácil e menos cara de adotar um fuzil semiautomático operado a gás que incorporava algumas peças Lebel: o Fusil Mle 1917 RSC, mais uma vez no calibre Lebel de 8 mm. Foi fabricado em grande número (85.000) durante 1918 e emitido para soldados selecionados de infantaria. No entanto, o Mle 1917 RSC foi criticado pelos soldados de infantaria como sendo muito pesado, muito longo e muito difícil de manter nas trincheiras. Além disso, ele também precisava de um clipe especial de cinco munições para operar. No final, o envelhecido M1886 Lebel e variantes do fuzil Berthier permaneceram em serviço até o Armistício de 11 de novembro de 1918 e além.

## Cartucho 8mm Lebel

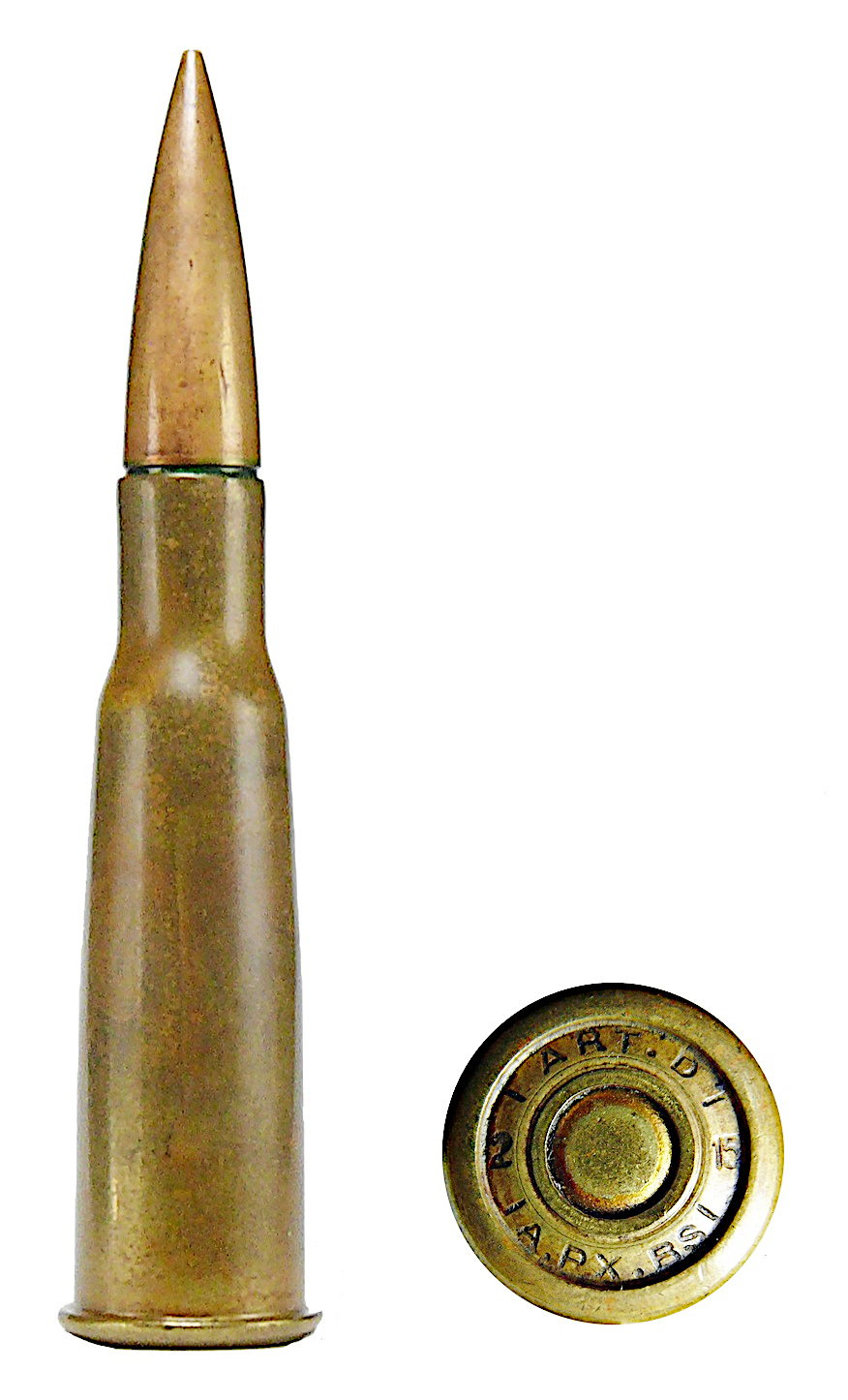
Um cartucho 8mm Lebel.

Quando apareceu pela primeira vez, a munição de pólvora sem fumaça 8×50mmR Lebel, aliada ao seu longo alcance e trajetória mais plana, trouxe uma revolução no armamento da infantaria. Um soldado equipado com um Lebel poderia suplantar tropas carregando fuzis para munição de pólvora negra e bala de chumbo de grosso calibre. Usando pólvora sem fumaça, ele poderia permanecer virtualmente invisível para um inimigo em distâncias mais longas, ainda localizando um inimigo em qualquer distância pela fumaça de seus fuzis. Ele também poderia carregar mais cartuchos com o mesmo peso geral.
Uma nova bala de 197 gr (12,8 g) pontiaguda do tipo "spitzer"" e "boat tail" com estojo de latão sólido (90% cobre-10% zinco) que ficou conhecida como "Balle D" - historicamente a primeira bala de fuzil "spitzer" e "boat tail" a ser inventada e fabricada em grande quantidade - essa munição foi adotada para o fuzil Lebel em 1898 e colocado em serviço generalizado após 1901. A "Balle D" de Desaleux fornecia uma trajetória mais plana e aumentava o alcance do fuzil Mle 1886 para cerca de 4.000 jardas e seu alcance efetivo (quando disparado indiretamente em alvos de área concentrada) a 1.800 jardas. Mais importante ainda, devido à trajetória mais plana da bala, o alcance efetivo realista do 8mm Lebel foi aumentado para aproximadamente 457 jardas (418 m) usando mira aberta. A trajetória balística alterada do novo cartucho exigiu a substituição das miras traseiras do Lebel.
Em primeiro lugar, para evitar a percussão acidental dentro do carregador tubular do Lebel e para receber a bala pontiaguda do cartucho que se seguiu, todas as munições militares "Balle D" e "Balle N" de fabricação francesa tinham uma ranhura circular gravada em torno de cada "bolso" de espoleta. Além disso, a espoleta Berdan em cada munição "Balle D" de fabricação francesa foi protegida contra percussão acidental por uma capa de espoleta espessa e convexa que passou a ser crimpada depois de 1915, como a "Balle D a.m."
O último tipo de munição militar Lebel a ser introduzido foi o Cartouche Mle 1932N, usando uma bala "spitzer" e "boat tail" de uma liga cupro-níquel, cor de prata, que só era adequada para fuzis Lebel e Berthier marcados com "N" no topo do receptor e no cano. Esta munição Lebel de 8mm "Balle N" foi originalmente projetada para aumentar o alcance da metralhadora Hotchkiss. Sua fabricação foi interrompida na França no final dos anos 1960.
A munição 8mm Lebel era poderosa para a época. Ela foi classificada como tendo energia mais alta na "boca" do cano do que a .303 British e um pouco mais baixa que o cartucho 7,92×57mm Mauser. A principal característica negativa da munição 8mm Lebel foi a geometria de seu estojo com aro e em forma de garrafa, devido à vontade de reutilizar o ferramental de produção do 11mm Gras. Isso afetou negativamente a capacidade do carregador e o funcionamento das armas de fogo, principalmente em armas automáticas, como a metralhadora leve Chauchat. O formato do estojo fortemente afunilado do cartucho Lebel e o aro substancial forçaram os projetistas de armas a recorrer a carregadores com curvaturas extremas como o da metralhadoraq Chauchat. Em contraste, cartuchos de parede reta sem aro, como o .30-06 Springfield e o 8×57mm Mauser, podem ser carregados facilmente em carregadores verticais retos.

## O M1886 em serviço
Após a adoção do fuzil Lebel pelo exército francês, a maioria das outras nações mudou para fuzis de infantaria de pequeno calibre usando munição de pólvora sem fumaça. Alemanha e Áustria adotaram novos fuzis de infantaria de 8 mm em 1888; Itália e Rússia em 1891; e os EUA em 1892 com o fuzil Krag. Os britânicos atualizaram seu .303 Lee–Metford com cartuchos de pólvora sem fumaça em 1895, resultando no .303 Lee–Enfield.
Nos primeiros anos do século XX, o fuzil Lebel foi vendido nas colônias francesas ultramarinas para a proteção de civis ou para fins de caça. Fuzis Lebel novos em folha podiam ser comprados por civis autorizados e eram apresentados em catálogos da empresa francesa de venda por correspondência "Manufrance" impressos até 1939. Esses Lebels de "mercado civil" vendidos pela Manufrance eram estritamente idênticos em ajuste e acabamento ao Lebel militar, exceto pela falta de um engate de baioneta e sem haste de empilhamento. Além disso, uma versão maior para caça do Lebel chamada "Lebel-Africain" também foi colocada à venda pela Manufrance durante os anos anteriores à Segunda Guerra Mundial. Esta versão em particular apresentava um cano mais curto, uma alça de ferrolho virada para baixo além de uma coronha mais fina e com melhor acabamento. No entanto, ele teve que competir como uma arma de caça contra os fuzis de caça Mauser e Mannlicher–Schönauer por ação de ferrolho que se tornaram disponíveis no mercado francês, no início da década de 1900.

### Durante a Primeira Guerra
O fuzil Lebel era uma arma contundente e de construção sólida com uma reputação de confiabilidade em ambientes adversos, incluindo aqueles de guerra de trincheiras. O fuzil Lebel era bastante preciso até 300 jardas e ainda mortal a três vezes essa distância, obrigado ao spitzer e à bala "Balle D" da cauda do barco. No entanto, o fuzil Lebel tinha suas falhas:
- O carregador de tubo lento para recarregar era a pior desvantagem do Lebel quando comparado a outros fuzis militares da época.
- As miras diminutas do Lebel, embora precisas, eram baixas e pequenas, portanto, não fáceis de alinhar e desprotegidas contra choques.
- A falta de um protetor de mão de madeira no topo do cano causou queimaduras nas mãos após disparos prolongados.

No entanto, o fuzil Lebel era preferido pelos soldados de infantaria franceses ao invés do fuzil Berthier M1907-15, com sua capacidade limitada de carregador de três cartuchos. A diferença era a maior capacidade do carregador do Lebel em uma emergência (oito munições mais duas extras). Nas palavras de David Fortier (em "Standard Catalog of Military Rifles", 2003): "O fuzil tem uma empunhadura agradável e é confortável com um "comprimento de tração" de 13,5". Bastava alinhar alça e massa de mira e disparar. Quando o cão percute, o Lebel dá uma pancada forte nos dois extremos. A alça do ferrolho está um pouco fora de alcance devido à sua posição mais para a frente, mas a ação é bastante suave e fácil de executar a partir do ombro. Você só precisa dar um pequeno puxão no ferrolho para extrair o estojo... Com munição de qualidade e um bom cano, esses fuzis são capazes de boa precisão... Um design robusto e confiável, o Lebel resistiu muito mais tempo do que deveria".
Durante a Primeira Guerra Mundial (1914-1918), o Lebel permaneceu o fuzil de serviço padrão da infantaria francesa, enquanto o fuzil Berthier - uma versão alongada da carabina Berthier - com um carregador de três tiros no estilo Mannlicher foi emitido para as tropas coloniais, para contingentes aliados no Exército francês e para a Legião Estrangeira Francesa. Este último, entretanto, exigiu e conseguiu em 1920 ser reequipado com o fuzil Lebel. O fuzil Lebel também pode ser usado com um lançador de granadas VB (Viven-Bessieres), removível. Enquanto o fuzil Lebel era bastante eficaz até 300 metros com a munição de "bala Spitzer" do tipo "boat tail" "Balle D" padrão, a precisão em distâncias mais longas era prejudicada pelas miras existentes. Consequentemente, os modelos "APX Mle 1916" e "APX Mle 1917" do fuzil Lebel com miras telescópicas ajustáveis foram lançados em grande número durante a 1ª Guerra Mundial, começando no final de 1916.
Ainda durante a Primeira Guerra Mundial, os fuzis Lebel foram fornecidos a vários exércitos Aliados, como Sérvia, Rússia, Bélgica ou Estados Unidos.
O Império Alemão capturou muitos fuzis Lebel, especialmente após a queda de Lille durante a "corrida para o mar. Os fuzis foram marcados com "Deutsches Reich" e enviados para unidades da retaguarda.

### Pós Primeira Guerra
Por causa de fatores negativos durante o final dos anos 1920 e 1930 - uma economia destroçada, orçamentos de guerra reduzidos sob a  "front populaire" liderada por Léon Blum e negligência nos altos escalões militares, o Exército francês demorou a modernizar suas armas de infantaria. Por exemplo, a produção do fuzil MAS-36 por ação de ferrolho começou tarde demais (em 1937), embora seu protótipo já tivesse sido aprovado em 1929. Como resultado, os fuzis MAS-36 para equipar a infantaria francesa estavam em falta quando a 2ª Guerra Mundial estourou em setembro de 1939. Além disso, um fuzil semiautomático francês exaustivamente testado também estava pronto para ser colocado em produção em 1939. Mas devido à ocupação alemã da França durante a Segunda Guerra Mundial, mais cinco anos tiveram que se passar antes que essa nova arma operada a gás (o MAS-1939 e MAS-40) pudesse ser emitida como a série MAS-44, MAS-49 e MAS 1949-56.
Outro resultado adverso de todos esses atrasos é que os fuzis Lebel - muitos dos quais haviam sido encurtados para uma versão do comprimento de uma carabina, o "Mle 1886 M93R35" - ainda estavam nas mãos da linha de frente e das tropas de reserva no início da guerra. Mais de 3 milhões estavam disponíveis em arsenais franceses. Há fotos de soldados de infantaria da República Social Italiana armados com fuzis M1886, talvez ressuscitados de um carregamento fornecido pelos franceses na Primeira Guerra Mundial para substituir os fuzis perdidos pela Itália após a derrota de Caporetto, ou apreendidos posteriormente, durante a ocupação italiana da França. Outros foram vistos nas mãos de "Partisans Soviéticos". Da mesma forma, em 1944 a Wehrmacht alemã havia emitido alguns fuzis Lebel M1886 capturados, com o código de identificação alemão "Gewehr 301(f)", para algumas de suas tropas de ocupação na França, mas em número limitado.
Em 1945, durante os meses finais da guerra, muitos fuzis Lebel foram emitidos para recrutas da "Volkssturm" junto com quaisquer outras armas disponíveis. Alguns anos depois, durante as guerras da Indochina e da Argélia, os fuzis Lebel foram entregues a unidades auxiliares ou da segunda linha. Fuzis Lebel funcionais foram encontrados no Iraque durante a insurgência iraquiana após 2003.

## Usuários
- Argélia[24]
- Bélgica[14]
- República da China

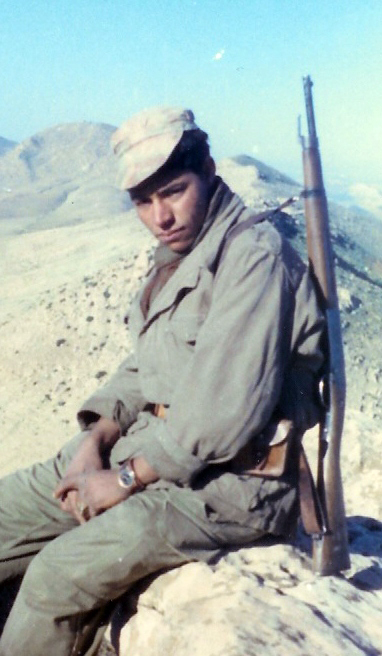
Um Harki com um fuzil Lebel Mle 1886 M93-R35 durante a Revolução Argelina, cerca de 1961.

- Primeira República da Checoslováquia[25]
- Geórgia[26]
- Império Etíope[27]
- França
- Império Alemão[11]
- Alemanha Nazi[20]
- Reino da Grécia
- Reino do Hejaz
- Reino de Itália (1861–1946)
- Iraque[23]
- Líbano[28]
- Mónaco[29]
- Segunda República Polonesa[10]
- Reino da Romênia
- Império Russo[13]
- Reino da Sérvia[13]
- Somália
- União Soviética[10]
- Segunda República Espanhola[30]
- Tailândia
- Reino Unido
- Estados Unidos[15]
- Vietname[21][31]

## Guerras
Esses foram os conflitos nos quais o fuzil Lebel Mle 1886 foi utilizado:
- Levante dos Boxers
- Expedições coloniais francesas
- Primeira Guerra Ítalo-Etíope
- Revolução Monegasca
- Primeira Guerra Mundial
- Guerra Franco-Turca
- Guerra Polaco-Soviética
- Guerra Civil Espanhola
- Segunda Guerra Ítalo-Etíope
- Segunda Guerra Mundial
- Primeira Guerra da Indochina
- Guerra de Independência Argelina (limitada)
- Guerra do Afeganistão (2001–presente)[32]
- Guerra do Iraque (limitada)